# Anticoli Corrado
Anticoli Corrado település Olaszországban, Lazio régióban, Róma megyében. Lakosainak száma 833 fő (2023. január 1.). Anticoli Corrado Mandela, Marano Equo, Rocca Canterano, Roviano és Saracinesco községekkel határos.

## Népesség
A település népességének változása:
| Lakosok száma | 893  | 896  | 833  |
|               | 2017 | 2018 | 2023 |